# Schmidteinander
Schmidteinander war eine Satire- und Comedy-Sendung im deutschen Fernsehen, die von Harald Schmidt und Herbert Feuerstein moderiert wurde. Das Konzept der Sendung stammte von Herbert Feuerstein, wobei der Sendeverlauf deutliche Parallelen zu Late-Night-Shows des US-Fernsehens aufwies; so gab es zu Beginn jeder Show ein kurzes Stand-up von Harald Schmidt und Interviews mit Prominenten im Laufe der Sendung. Dazu gab es oftmals Live-Musik im Studio. Die Show wurde, beginnend mit der ersten Sendung am 16. Dezember 1990, immer am Sonntagabend gegen 22.00 Uhr in West 3, dem damaligen Dritten Programm des WDR ausgestrahlt. Aufgrund des wachsenden Erfolges wurde Schmidteinander mit der Folge 33 ab dem 15. Januar 1994 auf einem Sendeplatz am späten Samstagabend im Ersten gesendet. Die fünfzigste und letzte Folge lief am 17. Dezember 1994.
Herbert Feuerstein wurde für die Sendung 1994 mit dem Adolf-Grimme-Preis ausgezeichnet.
Nach dem Ende von Schmidteinander wurde 1995 ein achtteiliges, von Herbert Feuerstein moderiertes Best-of in der alten Studiokulisse produziert.

## Entwicklung
Folge 1 bis 5
In den ersten Sendungen stellten Interviews mit „normalen“ Menschen, die meist außergewöhnliche Hobbys, Berufe, Eigenschaften oder (körperliche) Merkmale hatten, einen wesentlichen Teil der Show dar. Die Gespräche wurden alle von Harald Schmidt geführt. Zu Beginn der Show gab es einen kurzen Monolog von Schmidt und im Laufe der Sendung kurze live gespielte Sketche, in denen ebenfalls hauptsächlich Schmidt auftrat. Darüber hinaus gab es häufig Live-Schaltungen zu Orten in der Stadt (z. B.: Kneipen, Diskotheken, Imbissbuden usw.) bei denen die angetroffenen Gäste bzw. Passanten kurz interviewt wurden. Außerdem wurde eine Zuschauer-Frage gestellt, deren Lösung immer der Buchstabe N war. Im Laufe der Sendung gab es auch mehrere Musiknummern von professionellen Musikern, die ab der 4. Folge alle live gespielt wurden. Herbert Feuerstein las in jeder Show eine Statistik vor, und es wurden vereinzelt Einspielfilme gezeigt. Die Kulisse verfügte über drei Bühnen, von denen die linke drehbar war, die mittlere eine Treppe und den Schreibtisch von Harald Schmidt beherbergte, sowie eine weitere, die hinter einem Rolltor verborgen war. Neben dem Schreibtisch von Harald Schmidt gab es bereits einen Tisch für Herbert Feuerstein, der allerdings noch nicht zum Publikum ausgerichtet war, sondern an der Wand stand. Das Publikum saß auf bequemen Sesseln, Sofas und Stühlen, die teilweise um Tische angeordnet waren und wie ein großes Wohnzimmer wirkten; während der Sendung wurden Getränke serviert. Neben Schmidt und Feuerstein trat Marga Maria Werny als Oma Sharif auf, die oftmals Geschenke für das Publikum hereinbrachte. Die Sendungen dauerten ca. 90 Minuten und wurden meist einmal im Monat ausgestrahlt. Für die Geräusche und Musik sorgte Carlos Perón, Mitbegründer der Elektropop-Band Yello, der im oberen Teil der Kulisse sichtbar agierte.
Folge 6 bis 32
Nach sechs Folgen wurde das Bühnenbild merklich verändert und die mittlere Bühne dabei deutlich vergrößert. Herbert Feuerstein blickte jetzt an seinem Schreibtisch sitzend direkt ins Publikum. Carlos Perón war nicht mehr zu sehen, dessen Soundeffekte allerdings weiterhin zu hören. Der Hauptteil der Sendung verlagerte sich zunehmend von den Interviews hin zu Sketchen, in denen zunehmend auch Herbert Feuerstein mitwirkte, und zu Einspielfilmen, in denen hauptsächlich Schmidt, Feuerstein und „Oma Sharif“ auftraten. Schmidts Stand-up zu Beginn jeder Sendung blieb erhalten. Seine Interviewpartner waren jetzt ausschließlich Prominente, die er meist an seinem Schreibtisch befragte. Herbert Feuerstein erhielt einen deutlich größeren Anteil an der Sendung und Oma Sharif wurde ab der 18. Sendung jeweils durch einen Beitrag eines Amateurkünstlers „verwöhnt“. Die Schmidteinander-Hupfdolls wurden ab der siebten Ausgabe regelmäßiger Bestandteil und steuerten kurze Tanzeinlagen bei. Die Musik wurde weiterhin live gespielt, allerdings trat pro Sendung nur noch ein Künstler bzw. eine Band mit mehreren Titeln auf. Die Sendezeit wurde ab der achten Ausgabe auf 60 Minuten verkürzt. Dafür sendete man aber ab 1992 14-täglich, allerdings einige Ausgaben nicht mehr live. Die Sessel und Stühle ersetzte man ab der 16. Folge durch lange Bänke, wodurch die Wohnzimmeratmosphäre verloren ging.
Folge 33 bis 50
Mit der 33. Folge wechselte die Sendung aus dem dritten Programm des WDR in die ARD. Das Konzept der Sendung blieb dabei unangetastet. Einige Sketche wurden wiederholt, da diese vorher nicht bundesweit zu sehen waren – seinerzeit waren die dritten Fernsehprogramme noch nicht deutschlandweit zu empfangen – und somit für viele Zuschauer neu waren. Oma Sharif trat zunehmend nur noch einmal pro Sendung auf, um „verwöhnt“ zu werden. Man sah sie darüber hinaus aber bis zu ihrem Tod auch weiterhin in zahlreichen Einspielfilmen mit Schmidt und Feuerstein.

## Wiederkehrende Charaktere und Elemente der Sendung
Mitwirkende und wiederkehrende Charaktere
- Marga Maria Werny als Oma Sharif (Folge 1 bis 46) – Der Name ist eine Anspielung auf Omar Sharif. Die Figur hat aber ansonsten nichts mit seiner Person zu tun.
- Rüdiger Kreklau als Bühnenmitarbeiter
- Andreas Kunze
- Godehard Wolpers als „Prügelknabe“ Wolpers
- Ballett Break A Leg Dancers als Schmidteinander-Hupfdolls (ab Folge 7), Choreographie: Paul Kribbe, James de Groot

Live-Sketche
- Feuerstein & Fozzi-Bär – Der Name ist sowohl eine Anspielung auf Fozzie Bär aus der Muppet Show, als auch – durch die absichtlich andere Betonung – auf eine vulgäre Bezeichnung für die weiblichen Geschlechtsorgane.
- „Look at me, I am Roy!“ – Schmidt und Feuerstein treten als Siegfried und Roy auf.

Einspielfilme
- Comtessa Gunilla bittet zu Tisch – Schmidt tritt als Gräfin verkleidet auf.
- Columbus entdeckt Amerika
- Das Schmidteinander-Tanztheater – Immer gleiche Tanzeinlage als Parodie eines Ausdruckstanzes zu der Musik von Strawinskys „Verherrlichung der Auserwählten“ aus Le sacre du printemps, vorgeführt von Schmidt und Feuerstein zu unterschiedlichen Themen.
- Der offizielle Witz zu verschiedenen Berufsgruppen
- Danke, Doktor – Persiflage auf Arztserien wie Die Schwarzwaldklinik
- Familie Lucky – Persiflage auf Dailysoaps
- Kindergedanken von Hänschen Klein – Feuerstein gibt, als Kleinkind verkleidet, dessen Gedanken wieder.
- Peer Theer – Schmidt parodiert eine Ratgebersendung mit der etwas vergilbten Atmosphäre der Sendung Englisch für Anfänger des BR Fernsehens und der überdeutlichen Aussprache des Moderators Graham Pascoe, indem er die Vokale beim Sprechen übermäßig dehnt. Die Beiträge enden oft mit einem „Schaaadeeeeee“.[3]
- Schmidteinander in anderen Ländern – Nach Einwurf von ausländischer Währung in Feuersteins Decoder erscheint eine entsprechende ausländische Version der Sendung
- Sprichwortforschung – Schmidt und Feuerstein prüfen „bekannte und beliebte“ Sprichworte.
- Superstein – Retter der Hausfrauen
- Worte für Millionen – Schmidt rezitiert anspruchsvolle Texte an öffentlichen Plätzen
- Zärtliche Polizisten

Running Gags und wiederkehrende Studioaktionen
- Feuerstein imitiert das Geräusch, welches beim Putzen einer Fensterscheibe entsteht.
- Feuerstein spielt Singende Säge
- Feuerstein spielt Nasenflöte – Feuerstein spielt auf einer Blockflöte, der er aber nicht durch den Mund, sondern durch ein Nasenloch Luft zuführt.
- Feuerstein hebt ein U-Boot
- Feuerstein zeigt die Fotowand – Feuerstein zeigt von Zuschauern eingesandte und auf ein Plakat geklebte Fotos so, dass man sie nicht erkennen kann.
- Schmidt parodiert Michael Schumacher und zeigt den „Schumi-Daumen“
- Schmidt parodiert Dr. Dressler aus der Lindenstraße
- Schmidt parodiert Moderatoren der ARD-Ratgeber-Sendungen bzw. der ZDF-Kultursendung Aspekte
- Klatschen, winken usw. für die Oma.
- Oma wird verwöhnt – Kurzer Auftritt von (oft skurrilen) Amateurkünstlern für Oma Sharif, die dabei auf einem Thron saß.
- „Danke“ – Feuerstein wirft 5 DM in das „Gebührensparschwein“, und der WDR-Intendant Nowottny bedankt sich.
- Die Zuschauerfrage – Schmidteinander Ratespiel, dessen Lösung fast immer der Buchstabe N war. Ein Anrufer konnte wahlweise Schmidteinander-Fanartikel oder einen Brühwürfel gewinnen. Oft durfte nur eine bestimmte Randgruppe anrufen.
- Ein Bühnenmitarbeiter (Rüdiger Kreklau) im Blaumann trägt einen Kleiderständer durchs Studio.
- „Fängst du schon wieder damit an!“
- „Haben wir dazu eine Statistik?“ – Feuerstein liest eine skurrile Statistik vor.
- „Halt dich doch an deinen Text!“
- Imaginärer Zuschauerbrief von Gabi aus Bad Salzdetfurth oder Bad Salzuflen.
- „Lass die Perücke/Mütze auf!“ – Feuerstein wird von Schmidt gezwungen eine alberne Perücke oder Mütze zu tragen.
- Leeres Aquarium – Persiflage auf das damalige Nachtprogramm des ORB, in dem stundenlang ein Aquarium zu sehen war (ORB Aquarium)[4]
- Telefongespräche mit Lin aus Münster
- Telefongespräch mit einem Botschafter in Neuseeland
- „Was haben Sie heute Abend gegessen?“ – Zuschauer oder Prominente werden am Telefon befragt.
- „Was würde John Wayne dazu sagen?“ – Ein Zuschauer in Cowboystiefeln tritt einen Fernseher um.
- „Was ist hier falsch?“ – Bilderrätsel, bei dem offensichtliche Fehler nicht die richtige Lösung darstellten.
- WDR-Intendant Nowottny tritt als riesige Fliege verkleidet auf
- „Wie heißt die Hauptstadt von …?“
- „Wie heißt der Gitarrist von Guns N’ Roses?“
- „Wolpers!“ – Einspieler, in dem Godehard Wolpers verprügelt wird, nachdem ihm die Schuld für einen Fehler gegeben wurde.
- Zeitungsausschnitt, der in den Mülleimer geworfen wird, scheppert wie zerspringendes Glas.
- Beim Schließen des im Studio vorhandenen Kühlschranks ertönt ein lauter Akkord

## Liste der einzelnen Folgen
| Nr. | Erstsendung        | Gäste | Musik | Laufzeit, Bemerkungen                                             |
| --- | ------------------ | --- | --- | ----------------------------------------------------------------- |
| 1   | 16. Dezember 1990  | Thomas Platt (Autor eines Kochbuchs für Dilettanten), Augustus Hofmann („Profi-Zuschauer“), Rötger Feldmann (aka „Brösel“, Zeichner von Werner), Uschi (Prostituierte), Petra Hube (Verpackungskünstlerin), Claudia Brinkmann (Mit-Ess-Zentrale Düsseldorf), Dirk Eckhard (Vogelspinnenzüchter), Wolfgang Poliz (Erfinder eines „Hundehalters“ aus Eisen), Ernst-Otto Simon (Erbauer der größten Pfeffermühle der Welt) | Bob Geldof (A Gospel Song), Ballhaus (Wer denn?), Ulf Krüger (Ding Däng Dong)                                                     | 95 Min.                                                           |
| 2   | 17. Februar 1991   | Jürgen Dietze („Aufreiß-Profi“), Petra Schmidt (Talk über Frauenfantasien), Constanze Elsner (Buchautorin), Marcus Wawerzonnek (Sexualforscher), Uli Keuler (Comedy-Auftritt: „Geli“) | M. Walking on the Water (Poison), Sally Natasha Oldfield (Break Through the Rock), Duo Wiener Herzen (Ball der einsamen Herzen)   | 99 Min.                                                           |
| 3   | 17. März 1991      | Familie Krämer (Eierkünstler), Katja Lautenbacher (Fotomodell), Vater und Sohn Stettner (Efeumusiker), Charly Büchter (Diskothekenbesitzer), Putzexperten-Runde (Frau Krahforst, Frau Hanus, Stephan Grünewald (Psychologe)) | Phillip Boa and the Voodooclub (Then She Kissed Her), Klaus Lage und Band (Lieben und Lügen), Nadja Petrick (The Only One)        | 104 Min.                                                          |
| 4   | 21. April 1991     | Marianne Enzensberger (überzeugte Schlampe und Sängerin), Frau Maria (Wahrsagerin), Horst Ehbauer (Weltmeister im Grimassenschneiden), Wolf Ruede-Wissmann (Rabulist) | Womack & Womack (Uptown, Family Spirit, Keep On Climbing)                                                                         | 80 Min.                                                           |
| 5   | 26. Mai 1991       | Ulrike Scholtes und Thomas Wolf (Heiraten in der Sendung), Volker Thieler (Scheidungsanwalt), Ernest Bornemann (Sexualwissenschaftler), Theodor Vetter („Tattoo-Theo“ aus Hamburg), Tanzpaar (Modetanz Merengue) | Lydie Auvray und Band (Picoterie, Jeannot)                                                                                        | 104 Min.                                                          |
| 6   | 7. Juli 1991       | Johanna König (Schauspielerin und als „Klementine“ Ikone der Waschmittelwerbung), Hülya Ejder (Fotomodel), Prinz Carl-Alexander von Hohenzollern, Sibylle Rauch | Brings (Nur mer zwei), Original Buam (Medley), Menskes-Chöre                                                                      | 99 Min.                                                           |
| 7   | 6. Oktober 1991    | Joachim Graf von Schönburg-Glauchau (Vater von Gloria zu Thurn und Taxis), Alois & Ilse Derler (Jugendfreunde von Arnold Schwarzenegger) | Sydney Youngblood (Let Me Be Your Teddy Bear), Schmidt, Feuerstein, „Oma Sharif“ (Schön war die Jugendzeit)                       | 58 Min.                                                           |
| 8   | 3. November 1991   | Laurie Bürger (Fotomodel und Ex-Macho-Gattin), Isolde Tarrach (Ex-Moderatorin von RTLplus) | Die Toten Hosen (Carnival in Rio), Harald Schmidt (Franz Schubert: „Der Tod und das Mädchen“)                                     | 65 Min.                                                           |
| 9   | 1. Dezember 1991   | Franz-Josef Antwerpes, Carlo Thränhardt (ehemaliger deutscher Leichtathlet), Elfriede Breuer und Andrea Lewen (Gründerinnen einer Partnervermittlung für Homosexuelle) | Die Prinzen (Mein Fahrrad), Matt Bianco (You’re the Rhythm)                                                                       | 62 Min.                                                           |
| 10  | 12. Januar 1992    | Michael Staak (ehemaliger Direktor des Instituts für Rechtsmedizin in Köln) | Ten Sharp (You), Pe Werner (Geld zurück), The Mannheim Uroband                                                                    | 65 Min.                                                           |
| 11  | 26. Januar 1992    | Renate Schmidt, Uwe Ochsenknecht | Uwe Ochsenknecht (Only One Woman), Andrew Strong & The Commitments (Mustang Sally, Try a Little Tenderness)                       | 63 Min.                                                           |
| 12  | 9. Februar 1992    | Ernst Dieter Lueg, Axel Neuroth (plastischer Chirurg) und seine Gattin, Pierre Littbarski | Bonnie Tyler (Against the Wind), Erste Allgemeine Verunsicherung (Hip-Hop)                                                        | 65 Min.                                                           |
| 13  | 23. Februar 1992   | Helge Schneider, Jean Pütz | Helge Schneider (Ladiladiho), They Might Be Giants (The Statue Got Me High)                                                       | 62 Min.                                                           |
| 14  | 8. März 1992       | Gunilla Gräfin von Bismarck, Rudi Carrell | The Pasadenas (I’m Doing Fine Now), Julian Lennon (Help Yourself)                                                                 | 69 Min.                                                           |
| 15  | 22. März 1992      | Kristiane Backer, Gerhard Meir (Starfriseur) | The Beautiful South (We Are Each Other), Chaka Khan (Love You All My Lifetime), Schmidt und Feuerstein alias „Icy Daisy“(Karaoke) | 60 Min.                                                           |
| 16  | 16. August 1992    | Roberto Blanco, Consul Hans Hermann Weyer und seine Gattin Christina Scholtyssek, Diane Heidkrüger | Edo Zanki, Kim Wilde (Who Do You Think You Are)                                                                                   | 65 Min.                                                           |
| 17  | 30. August 1992    | Diether Krebs, Beate Wedekind, Norbert Blüm | Big Daddy (Coverband) (Sgt. Pepper’s Lonely Hearts Club Band, When I’m Sixty-Four) Al Jarreau (Heaven and Earth)                  | 60 Min.                                                           |
| 18  | 13. September 1992 | Jürgen von der Lippe, Katarina Witt, Rolf Eden | Joanna Connor (Texas, I Got Love, Living on the Road)                                                                             | 60 Min.                                                           |
| 19  | 27. September 1992 | Siegfried und Roy, Zsa Zsa Gabor mit Frédéric von Anhalt | Vivienne McKone | 72 Min.                                                           |
| 20  | 11. Oktober 1992   | Elke Heidenreich, Roger Willemsen, Marie-Luise Marjan, Fritz Egner, Wolfgang Korruhn | The Bobs (A-cappella-Band) (Purple Haze), Klaus Lage und Band (Comeback des Lebens), Musikverein Holzheim 1956 e. V.              | 59 Min.                                                           |
| 21  | 10. Januar 1993    | Peter Kraus, Jörg Kachelmann, Andreas Wrede | Jeff Healey Band | 62 Min.                                                           |
| 22  | 24. Januar 1993    | Wolfgang Völz, Hans W. Geissendörfer, Hans-Joachim Flebbe | Dirty Dozen Brass Band (Remember When, Me Like It Like That)                                                                      | 60 Min.                                                           |
| 23  | 14. Februar 1993   | Artur Brauner, Wolfgang Lippert, Ulla Kock am Brink | Rufus Thomas | 63 Min.                                                           |
| 24  | 21. Februar 1993   | Carol Campbell, Chris Howland | Randy Hansen mit Band | 60 Min.                                                           |
| 25  | 7. März 1993       | Günter Eichberg | Charles Brown | 64 Min.                                                           |
| 26  | 21. März 1993      | Dieter Thomas Heck, Friedrich Küppersbusch, Prinzessin Angela von Hohenzollern | Maceo Parker | 60 Min.                                                           |
| 27  | 12. September 1993 | Ira von Fürstenberg | Herbert Grönemeyer | 66 Min.                                                           |
| 28  | 26. September 1993 | Ann-Carolin Schiffer (Schwester von Claudia Schiffer), Hans Meiser | Tower of Power (It All Comes Back, Please Come Back to Stay, Soul With a Capital S)                                               | 60 Min. Aufzeichnung vom 15. September 1993                       |
| 29  | 10. Oktober 1993   | Michael Steinbrecher | Albert Lee | 63 Min.                                                           |
| 30  | 24. Oktober 1993   | Jessica Stockmann | Bill Champlin (Turn Your Love Around, Headed for the Top, The Heat of the Night)                                                  | 60 Min. Aufzeichnung vom 8. Oktober 1993                          |
| 31  | 7. November 1993   | Michael Ballhaus | Duke Robillard Band | 64 Min.                                                           |
| 32  | 12. Dezember 1993  | Monika Hohlmeier | Die Toten Hosen (Wünsch Dir Was, Kauf mich, Guantanamera)                                                                         | 61 Min., Letzte Sendung im 3. Programm (WDR)                      |
| 33  | 15. Januar 1994    | Jürgen von der Lippe | Paul Young und Band (Hope in a Hopeless World, Now I Know What Made Otis Blue)                                                    | 77 Min., Erste Sendung in der ARD                                 |
| 34  | 29. Januar 1994    | Helge Schneider | Georgie Fame | 66 Min.                                                           |
| 35  | 12. Februar 1994   | Ute Lemper | Tower of Power | 66 Min.                                                           |
| 36  | 26. Februar 1994   | Elke Sommer, Alfred Biolek | Lucky Peterson | 65 Min.                                                           |
| 37  | 12. März 1994      | Rudolph Moshammer | Joe McBride (Everlasting Love, Need Somebody to Love)                                                                             | 67 Min.                                                           |
| 38  | 2. April 1994      | Günter Pfitzmann, Toni Polster, Maren Gilzer | Kal David (Double Tuff, Wishing Well)                                                                                             | 63 Min.                                                           |
| 39  | 16. April 1994     | Franziska van Almsick, Max Schautzer | Robben Ford und The Blue Line (Start It Up, Busted Up)                                                                            | 64 Min.                                                           |
| 40  | 7. Mai 1994        | Marcel Reich-Ranicki, Alice Schwarzer | Diane Schuur (At Last, They Can’t Take That Away From Me)                                                                         | 65 Min. Aufzeichnung vom 4. Mai 1994                              |
| 41  | 21. Mai 1994       | Mario Adorf | Andrew Strong (Girls Got Rhythm)                                                                                                  | 67 Min.                                                           |
| 42  | 20. August 1994    | Karl-Heinz Feldkamp | Fleshquartet (Dancing Madly Backwards, Satellite)                                                                                 | 66 Min.                                                           |
| 43  | 3. September 1994  | Jutta Scharping (Frau von Rudolf Scharping), Consul Weyer und seine Gattin | Udo Jürgens (Hitmedley, Café Größenwahn)                                                                                          | 65 Min.                                                           |
| 44  | 17. September 1994 | Friedrich Kurz, Karin Tietze-Ludwig, Klaus Bednarz | Take 6 (Biggest Part of Me, My Friend)                                                                                            | 63 Min.                                                           |
| 45  | 1. Oktober 1994    | Josef von Ferenczy | J. J. Cale (Hard Love, After Midnight)                                                                                            | 63 Min.                                                           |
| 46  | 15. Oktober 1994   | Uschi Glas, Ernst Dieter Lueg, Wilhelm Wieben, Jörg Kachelmann, Fritz Pleitgen | David A. Stewart (Heart of Stone, Jealousy)                                                                                       | 65 Min., Letzte Sendung mit Marga Maria Werny als Oma Sharif (†). |
| 47  | 29. Oktober 1994   | Heinz Schenk, Rowan Atkinson | Charles Brown (These Blues, So Long)                                                                                              | 63 Min.                                                           |
| 48  | 12. November 1994  | Helmut Thoma, Tom Gerhardt, Tina Ruland, Friedrich Küppersbusch | Harry Connick Jr. (I Could Only Whisper Your Name, To Love the Language)                                                          | 67 Min.                                                           |
| 49  | 3. Dezember 1994   | Harald Schmidt als Gregor Gysi | Bill Champlin (Turn Your Love Around, Just to Be Loved)                                                                           | 63 Min.                                                           |
| 50  | 17. Dezember 1994  | Karl Moik, Sabine Christiansen, Thomas Gottschalk, Dolly Buster, Alfred Biolek, Jürgen von der Lippe, Rudolf Scharping | Joe Cocker (Let the Healing Begin, Have a Little Faith in Me), Rundfunkorchester Köln, Folklorechor Erftstadt                     | 67 Min., Finale Sendung                                           |

## Ausstrahlung und DVD-Veröffentlichung
2004 erschien eine DVD-Box mit den acht „Best-of-Folgen“. Sie sind erneut als Bestandteil der DVD-Box „Wir feiern Herbert Feuerstein“ 2014 veröffentlicht worden. Diese waren bereits vorher auf VHS und Video-CD erschienen.
2023 erschienen bei Al!ve in der Reihe Fernsehjuwelen alle Folgen in einer Box auf 18 DVDs. Die Folgen sind aber teilweise gekürzt; es fehlt in Folge 15 der Auftritt von „Icy Daisy“.
Die einzelnen Folgen von Schmidteinander wurden zwischen 2009 und 2011 mehrfach auf dem ARD-Sender Einsfestival wiederholt. Von 2011 bis 2013 zeigte man nur noch die Wiederholungen der sieben Best-of-Sendungen. Von Januar bis Mai 2016 zeigte der WDR am Samstag und Sonntag nachts 18 komplette Schmidteinander-Folgen in loser Reihenfolge und machte diese auch in der Mediathek verfügbar.
Seit 2023 zeigt der WDR Schmidteinander mit einem Warnhinweis, da dem Sender zufolge einige Passagen mittlerweile diskriminierend seien. Schmidteinander wurde darüber hinaus nur noch im linearen Fernsehen gezeigt, da – anders als noch 2016 – die Rechte nicht geklärt seien bzw. diese zu hohe Kosten verursachen würden.

## Trivia
Herbert Feuerstein wollte mit Harald Schmidt eine Fernsehsendung machen. Er überrumpelte Schmidt bei einer Autofahrt, indem er ihm einen Brief mit den Worten „Das ist der Brief, den du mir immer schon schreiben wolltest.“ überreichte. Feuerstein war Autor des Briefes, aber der Brief war an ihn adressiert und als Absender war Harald Schmidt angegeben. Im Brief selbst bat Schmidt Feuerstein, mit ihm eine Sendung zu machen. Er habe bereits einen Sendeplatz beim WDR und im Herbst könne es losgehen. Schmidt war davon so beeindruckt, dass es tatsächlich zu der Zusammenarbeit kam. Die Idee des Namens für die Sendung kam dabei von Feuerstein.